# John Sevier
Pour les articles homonymes, voir Sevier.
John Sevier, (23 septembre 1745 - 25 septembre 1815) a servi pendant 4 années (1785 - 1789) comme seul gouverneur de l'État de Franklin et pendant douze ans (1796 - 1801 et 1803 - 1809) comme gouverneur du Tennessee et comme représentant U.S. du Tennessee de 1811 jusqu'à sa mort.